# Luis Costales Govantes
Luis José Paulino Costales y Govantes (La Habana, 1816 - La Habana, 1893) fue un médico, profesor, investigador y redactor científico cubano.

Colaboró con sus investigaciones y artículos científicos en la primera revista especializada de medicina denominada Repertorio Médico Habanero de Nicolás Gutiérrez.

## Biografía
Luis Costales fue médico, profesor universitario, investigador y por un tiempo ejerció el cargo de Alcalde de La Habana.

En 1838 participó en la Campaña para La Erradicación de la Viruela promovida por La Junta de Vacuna de Cuba. Para 1840 publica varios artículos de progresos médicos en El Diario de La Habana bajo el seudónimo "El Duende Habanero" En 1861 junto a Nicolás Gutiérrez fue cofundador de la Real Academia de Ciencias Médicas, Físicas y Naturales de La Habana. Luis Costales falleció en 1893, en su ciudad natal, a los 77 años.

## Repertorio Médico Habanero

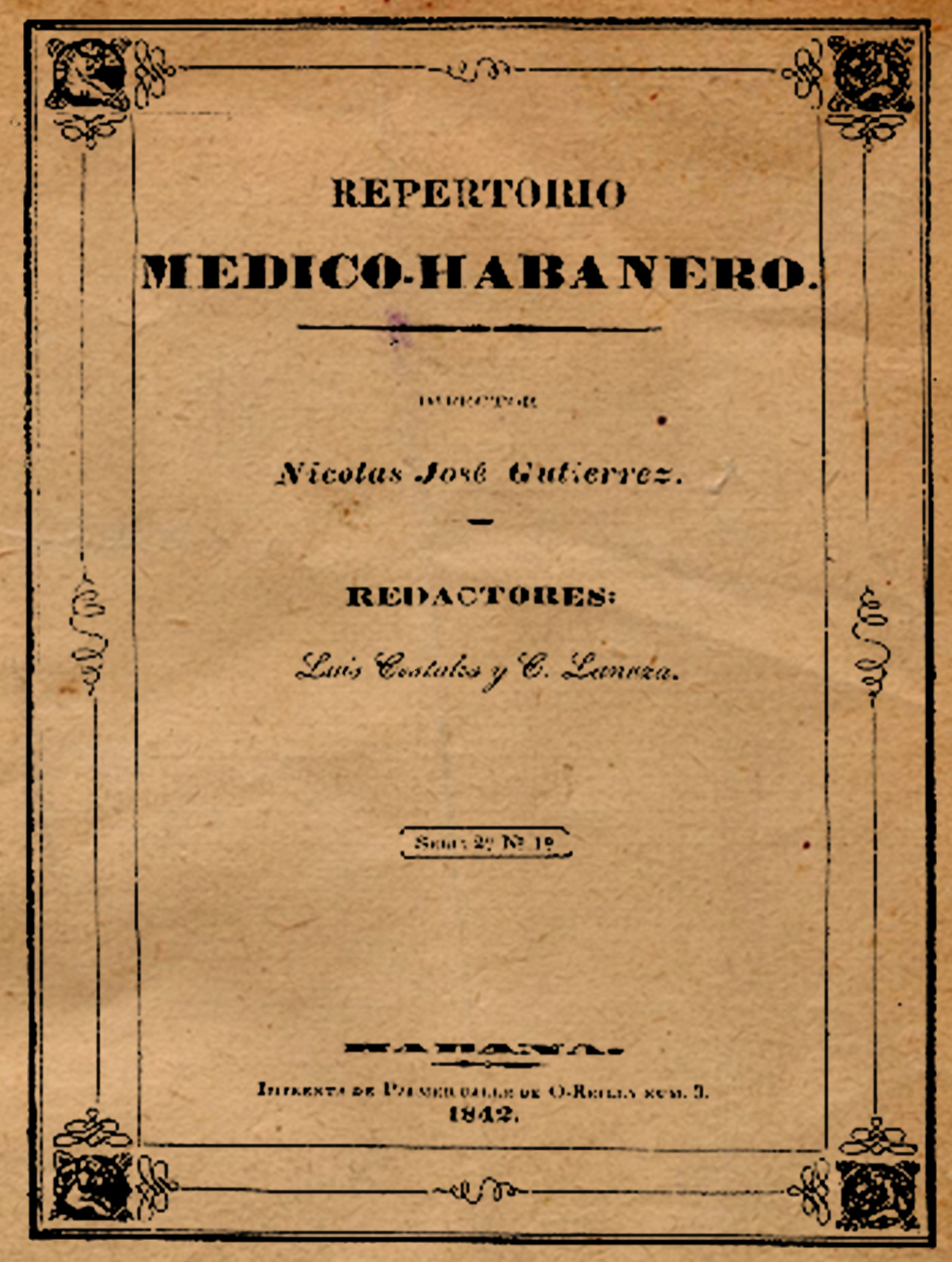
Portada del Repertorio Médico Habanero - 1842 - aparecen como redactores Luis Costales y Cayetano Lanuza

Desde 1840 a 1843 fue coeditor y redactor de la revista Repertorio Médico Habanero que fue la primera publicación de Cuba especializada en medicina, y estuvo bajo la dirección de Nicolás Gutiérrez, y se imprimió mensual o quincenalmente. En la portada del primer número,1840, Costales aparece como uno de los primeros redactores junto al doctor Ramón Zambrana. En 1842 el doctor Cayetano Lanuza sustituye a Zambrana en la redacción y junto a Costales redactan la introducción para la el segundo año del Repertorio Médico Habanero.

Temeridad indiscutible sería en nosotros cargar con tamaña empresa sobre nuestros débiles hombros; pero repetimos que el calo de nuestros compañeros profesores y de otros hombres de saber nos ayuda; y con su poderosa cooperación y nuestros buenos deseos esperamos continuar la obra haciéndole útil a la humanidad, a la ciencia y a nuestros suscriptores.
N.J. Gutiérrez, Dir.-Luis Costales.-C. Lanuza. (1842, Extracto de la Introducción del Repertorio Médico Habanero)

En noviembre de 1843 la revista se fusiona con el Boletín Científico de Faustino Valdés, Costales cesa su colaboración en el Repertorio Médico Habanero a finales de ese año. Costales redactó 21 artículos aproximadamente, que abarcan medicina general, cirugías, seguimiento de casos, tratamientos, preparación de bálsamos y curaciones.

## Publicaciones
Entre los artículos más destacados de Luis Costales en la revista tenemos:
- Tétano de las Antillas de 1840, caso de tétano traumático; se detalla la historia de la enfermedad, el caso y su desarrollo.
- Tétano de las Antillas (continuación) de 1840, Caso de tétano traumático, se detalla los resultados del tratamiento y observaciones.
- Médicos Específicos de 1841, Condena a los médicos específicos por impedir el avance de la ciencia y las investigaciones.
- Fractura del fémur de 1841. Se detalla la curación de un paciente con gangrena por medio de sangrías y apósitos.
- Introducción del Segundo Volumen de 1842. Redacta la introducción del segundo año de la revista con los objetivos de la publicación en colaboración con Nicolás Gutiérrez, y Cayetano Lanuza.
- Antigüedad del vómito negro en la isla de Cuba de 1842. Detalla los antecedentes de la enfermedad así como estadísticas y evolución.
- Fístulas en las mamilas a consecuencia de abscesos en estos órganos. Otro caso de estrechez fistulosa en el muslo izquierdo. Curación radical y pronta con las inyecciones yoduradas de 1842. Uso y Resultados de las inyecciones de yodo.
- Resultado exitoso de amputación completa de fémur en Paris de 1842. Estudio e historia del caso, procedimientos aplicados resultados a largo plazo.
- Pomada para calmar el dolor de toda clase de úlceras, particularmente las de naturaleza sifilítica de 1843. Se muestra la preparación de la pomada así como los ingredientes que lleva, detalla los casos de éxito en el Hospital Militar de Turín.
- Fumigaciones balsámicas de 1843. Se detallan los componentes del bálsamo, la preparación y método de administrar la medicina para curar afecciones pulmonares.
- Fiebre amarilla de 1843. Se sugiere un método para curar y evitar la fiebre amarilla por medio de una poción de aceite en lavativa durante el periodo de brote.